# Drypetes littoralis
Drypetes littoralis là một loài thực vật có hoa trong họ Putranjivaceae. Loài này được (C.B.Rob.) Merr. mô tả khoa học đầu tiên năm 1926.